# Gonçalo Lobo Pinheiro
Gonçalo Lobo Pinheiro (Alfama, Lisboa, 4 de abril de 1979) é um fotojornalista e fotógrafo documental português, radicado em Macau desde 2010.

## Educação
Frequentou e finalizou o ensino secundário na Escola Secundária Gil Vicente. Depois de quatro anos a estudar Engenharia Geológica na Faculdade de Ciências e Tecnologia da Universidade Nova de Lisboa em Almada, onde entrou em 1997, concluiu que os seus interesses estavam noutros lugares e matriculou-se na licenciatura em Ciências da Comunicação, variante Jornalismo, na Universidade Autónoma de Lisboa, curso que concluiu em 2005. É também mestre em Fotografia Documental pela LABASAD - Escola Superior de Artes e Design de Barcelona.

## Percurso profissional
Começou a trabalhar com fotografia em 2000 e, dois anos depois, iniciou o seu estágio profissional na extinta agência noticiosa Intermeios. Durante seis anos integrou, como colaborador, a equipa de fotógrafos do jornal A Bola. Desde a sua fundação até agosto de 2010 fez parte da equipa de fotógrafos do jornal I. Colaborou ou publicou as suas fotos em diversos títulos portugueses e internacionais, de onde se destacam o Público, Correio da Manhã, Diário de Notícias, Expresso, The Guardian, BBC ou The Washington Post, entre outros.
Entre 2004 e 2010 foi, em Portugal, fotógrafo oficial da cantora brasileira Daniela Mercury.
Chegado a Macau, integrou a redação do jornal Hoje Macau, onde exerceu as funções de redator, fotojornalista e editor entre 2010 e 2014. Foi coordenador de fotografia da revista Macau, versão portuguesa, entre 2011 e 2021. Foi também, entre 2018 e 2021, jornalista multimédia e editor na Plataforma Media, um projecto do grupo Global Media. Entre janeiro de 2021 e meados de 2023, integrou os quadros do jornal Ponto Final como fotojornalista e redator. Desde novembro de 2022 colabora com a Lusa - Agência de Notícias de Portugal, sendo o seu trabalho também difundido pela EPA - European Pressphoto Agency.
Desde 2018, é um dos fotógrafos oficiais da Federação Internacional de Voleibol (FIVB) e, desde 2022, é fotógrafo do Festival Literário de Macau - Script Road. É, igualmente, um dos membros fundadores da Halftone - Associação Fotográfica de Macau.
Vencedor de diversos prémios ao longo de sua carreira, Pinheiro também realizou diversas exposições, em nome próprio e coletivas. Especial destaque para o primeiro lugar, categoria de séries, na edição de 2023 do Paraty em Foco - Festival Internacional de Fotografia, no Brasil, e por ter sido, também em 2023, um dos vencedores da 8.ª edição da Open Call da iniciativa Poster Mostra, em Lisboa, Portugal. A convite da organização do iNstantes – Festival Internacional de Fotografia de Avintes, Pinheiro representou Macau na nona edição do evento, apresentando-se em Portugal com a série a preto e branco intitulada “Perto de mim”, realizada em 2021.
Também em 2021, associou-se à marca chinesa de skate Maven e à loja de skate Exit, de Macau, para fazer uma linha de três skates e vestuário dedicados a Macau.
Ao longo do seu percurso profissional, tem usado o seu trabalho fotográfico para apoiar diversos projetos de cariz solidário e ONGs, nomeadamente em causas sociais e de direitos humanos. Juntou-se ao coletivo italiano Perimetro nas iniciativas de solidariedade "United Photographers for Ukraine" e "Prints for Gaza".
Está representado, no Brasil, pela Icon Artes Galeria e, em Macau, pela Galeria Amagao. A sua fotografia faz parte da coleção contemporânea do MA-g - The Museum of Avant-garde que abrirá portas na Suíça, em 2025. Os seus livros estão disponíveis em diversas coleções e bibliotecas espalhadas pelo mundo de onde se destacam a Biblioteca Nacional de Portugal, a Biblioteca do Congresso dos Estados Unidos, a Biblioteca Nacional da França, a Biblioteca Nacional da Alemanha, a Biblioteca Central de Macau, a Biblioteca de Arte Gulbenkian, a Biblioteca da Fundação de Serralves, a Tim Hetherington Photobook Library do Bronx Documentary Center, em Nova Iorque, a The Photographers' Gallery, em Londres, no Arquivo Municipal de Lisboa, ou a biblioteca da Narrativa, também em Lisboa, mas também em diversas universidades e em várias localidades da Rede Nacional de Bibliotecas Públicas.

## Publicações
- 2015: Macau 5.0 • 澳門 5.0 • Macao 5.0, edição de autor, Macau ISBN 978-99965-909-7-9.[29]
- 2019: Myanmar: o retrato de um povo, álbum de exposição, Fundação Rui Cunha, Macau ISBN 978-99965-370-2-8.[30]
- 2021: Desvelo • 關愛 • Zeal, Ipsis Verbis, Macau ISBN 978-99965-341-4-0[31][32]
- 2021: Tonle Sap, Artisan Raw Books, Brasil ISBN 978-65-994509-0-7[33]
- 2022: O que foi, não volta a ser..., Ipsis Verbis, Macau ISBN 978-99965-341-6-4[34][35][36][37]
- 2023: Um vislumbre de luz • 一瞥光亮 • A glimpse of light, Ipsis Verbis, Macau (caixa de coleção)
- 2024: Close to Me, Ipsis Verbis, Macau ISBN 978-99965-341-8-8[38][39]
- 2024: Poética Urbana • 城市詩歌 • Urban Poetry, Ipsis Verbis, Macau ISBN 978-99965-341-9-5[40]

### Com outros
- 2012: The Harmony of Disability, edição coletiva - Associação de Fotógrafos de Imprensa Desportiva, Macau ISBN 978-99965-894-1-6
- 2013: Antologia Luso-Brasileira de Fotografia Contemporânea – Volume IV – 'Essência e Memória', edição coletiva, Chiado Editora, Portugal ISBN 978-989-51-0583-0
- 2020: Cidades vazias com gente dentro - Volume II, edição coletiva, Almalusa e iNstantes, Portugal
- 2020: Everydaycovid. Diários fotográficos em estado de emergência, edição de autor coletiva, Portugal ISBN 978-989-33-1036-6[41]
- 2020: The Other Hundred - Healers, edição coletiva - Global Institute For Tomorrow, Hong Kong ISBN 978-967-10169-7-8[42]
- 2021: #ICPConcerned: Global Images for Global Crisis, edição coletiva, International Center of Photography and G Editions (Glitterati Editions), EUA ISBN 978-1-943876-22-8[43]
- 2021: Narratives in the Oriente, edição coletiva, Fundação Oriente, Macau[44]
- 2021: Era uma vez Jorge Sampaio - Histórias e imagens, edição coletiva, Tinta-da-China, Portugal ISBN 978-989-671-656-1[45]
- 2022: The Year Time Stopped: The Global Pandemic In Photos, edição coletiva, HarperCollins, EUA ISBN 978-006-315-951-8[46]

## Prémios
- 2007: 1.º lugar, categoria Melhor Momento Liberty, Liberty Seguros Photojournalism Awards
- 2008: Menção honrosa, categoria de Notícias - Visão/BES Photojournalism Awards[47]
- 2009:  2.º lugar, categoria Melhor Momento Liberty, Liberty Seguros Photojournalism Awards
- 2018:  3.º lugar, categoria de Retrato, Chromatic Photography Awards[48]
- 2018:  2.º lugar, categoria de Arquitetura, Chromatic Photography Awards[49]
- 2018:  Prata, One Eyeland Photography Awards[50]
- 2019:  Menção honrosa - Prémio Estação Imagem[51]
- 2019:  3.º lugar, categoria de Arquitetura, Fine Art Photography Awards[52]
- 2019:  Finalista e submissão favorita dos editores, National Geographic Travel Photos Contest[53]
- 2019:  Vencedor, Latin American Fotografía 8, American Illustration and American Photography (AI-AP)[54]
- 2020:  Vencedor, categoria de Séries, "Macau 2020 - A Time for Introspection", Macau Closer[55]
- 2021:  Bronze, The Prix de la Photographie Paris (PX3)[56]
- 2021:  Vencedor e "Melhor dos Melhores", Photography Masterprize Award - Architecture Masterprize[57]
- 2022:  Bronze, Moscow International Foto Awards[58]
- 2022:  2.º lugar, MonoVisions Photography Awards[12]
- 2022:  Prata, The Prix de la Photographie Paris (PX3)[59]
- 2022:  Ouro, Budapest International Foto Awards[60]
- 2023:  Vencedor na 8.ª edição da Open Call, Poster Mostra[61]
- 2023:  Bronze - The Prix de la Photographie Paris (PX3)[62]
- 2023:  1.º lugar, vencedor da categoria de Ensaio, Festival Internacional de Fotografia Paraty em Foco[63]
- 2023:  3.º lugar, International Photography Awards (IPA)[64]
- 2023:  1.º lugar, Gold Star Award, nas categorias Editorial e Arquitetura, Neutral Density Photography Awards (ND)[65]
- 2023:  Bronze, Budapest International Foto Awards[66]
- 2024:  Prata, Tokyo International Foto Awards[67]
- 2024: Award of Excellence, POY Asia - Pictures of the Year Asia 2024[68]
- 2024: Prata, The Prix de la Photographie Paris (PX3)[69]
- 2024: Bronze, Budapest International Foto Awards[70]
- 2025: Prata, Tokyo International Foto Awards[71]

## Obra poética
Paralelamente à sua carreira fotográfica, Pinheiro também se tem dedicado à escrita poética. Publicou quatro livros de poesia: "Não Existes
ou o breve manual prático de como esquecer um amor antigo" (Temas Originais, 2009, ISBN 978-98982-610-6-9), "Etéreo" (Temas Originais, 2010, ISBN 978-98982-617-1-7), "Sofá das Ilusões" (Temas Originais, 2011, ISBN 978-98968-815-3-5) e "Macau" (Temas Originais, 2016, ISBN 978-98968-826-2-4); e participou em mais de 15 antologias e coletivas poéticas em Portugal e noutros países, de onde se destacam homenagens a Camilo Pessanha ou a Mário de Sá-Carneiro.
Alguns dos seus poemas estão traduzidos para chinês, inglês e romeno. O poema "Mensagem", parte integrante do livro "Sofa das Ilusões", foi musicado pela banda da Casa de Portugal de Macau e faz parte do segundo disco de "Tributo a Macau".
Se souberes como me chamar, chama.

Podes sempre chamar-me.

Diz o meu nome ao sol nascente

E soletra cada letra que o compõe.

Podes, também, escrevê-lo nas paredes da tua rua.

Ao passares lembras a minha existência noutro lugar que não o teu.

Envia-me a mensagem que estás aí,

Que eu te ouço ao longe, na passagem do tempo,

Onde a distância nos devolve um ao outro virtualmente.
— ”Mensagem”in "Sofa das Ilusões" (Temas Originais, 2011)